# والتر باوم
والتر باوم (بالألمانية: Walter Baum)‏ هو مصمم جرافيك ألماني، ولد في 23 مايو 1921 في غومرسباخ في ألمانيا، وتوفي في 8 مارس 2007 في باد زودن آن در تاونوس في ألمانيا.